# Kombinationslag i olympiska sommarspelen 1904
I de tidiga olympiska spelen var det tillåtet för medlemmar i ett lag att vara från olika länder. Internationella Olympiska Kommittén grupperar ihop dessa lags resultat under beteckningen mixed team (kombinationslag), med landskoden ZZX. I de olympiska sommarspelen 1904 tog två kombinationslag medaljer i olika grenar.

## Medaljer
| Medaljer | Deltagare                                                                                              | Gren                            |
| -------- | --- | ------------------------------- |
| Guld     | Manuel Díaz (Kuba) Ramón Fonst (Kuba) Albertson Van Zo Post (USA)                                      | Fäktning, Florett, lag          |
| Silver   | Albert Coray (Frankrike) Lacey Hearn (USA) Sidney Hatch (USA) Jim Lightbody (USA) William Verner (USA) | Friidrott, 4 engelska mile, lag |